# Краївщина
Краї́вщина (до 1754 року — Александрія) — село в Україні, у Житомирському районі Житомирської області. Входить до складу Хорошівської селищної громади. Населення становить 471 особу.

## Географія
Географічні координати: 50°44' пн. ш. 28°21' сх. д. Часовий пояс — UTC+2. Загальна площа села — 22,9 км².
Краївщина розташована в межах природно-географічного краю Полісся і за 22 км від центру громади — міста Хорошів. Найближча залізнична станція — Нова Борова, за 27 км. Через село протікає річка Іршиця.

## Історія
Засноване 1653 року під назвою Александрія. У книзі тарифу подимного податку Київського воєводства 1754 року село згадане під назвою Краєвщизна (пол. Kraiewszczyzna) і належить до вельможних Войнаровських. В 1783 та 1790 роках відбулись дві візитації римо-католицької парафії в Краївщині, що свідчить про існування в селі католицької каплиці або невеличкого костелу, де відправлялись служби, та мешканців римо-католицького віровизнання.
На мапі 1911–1912 років Краївщина позначена як населений пункт з 215 дворами.
Упродовж німецько-радянської війни участь у бойових діях брали 218 місцевих жителів, з них 111 осіб загинуло, 148 — нагороджено орденами і медалями.
На початку 1970-х років у селі функціонували центральна садиба колгоспу імені Горького, середня школа, клуб, бібліотека із книжковим фондом 8896 примірників, музей, фельдшерсько-акушерський пункт, поштове відділення і дитячі ясла.

## Населення
За даними перепису 2001 року населення села становило 471 особу, з них 99,58% зазначили рідною українську мову, а 0,42% — російську.

## Соціальна сфера
- Краївщинський НВК "ЗНЗ І-ІІІ ступенів - ДНЗ"[7]

## Пам'ятки
У селі знаходиться пам'ятка архітектури — Михайлівська церква, яка була побудована в 1757 році.

## Галерея

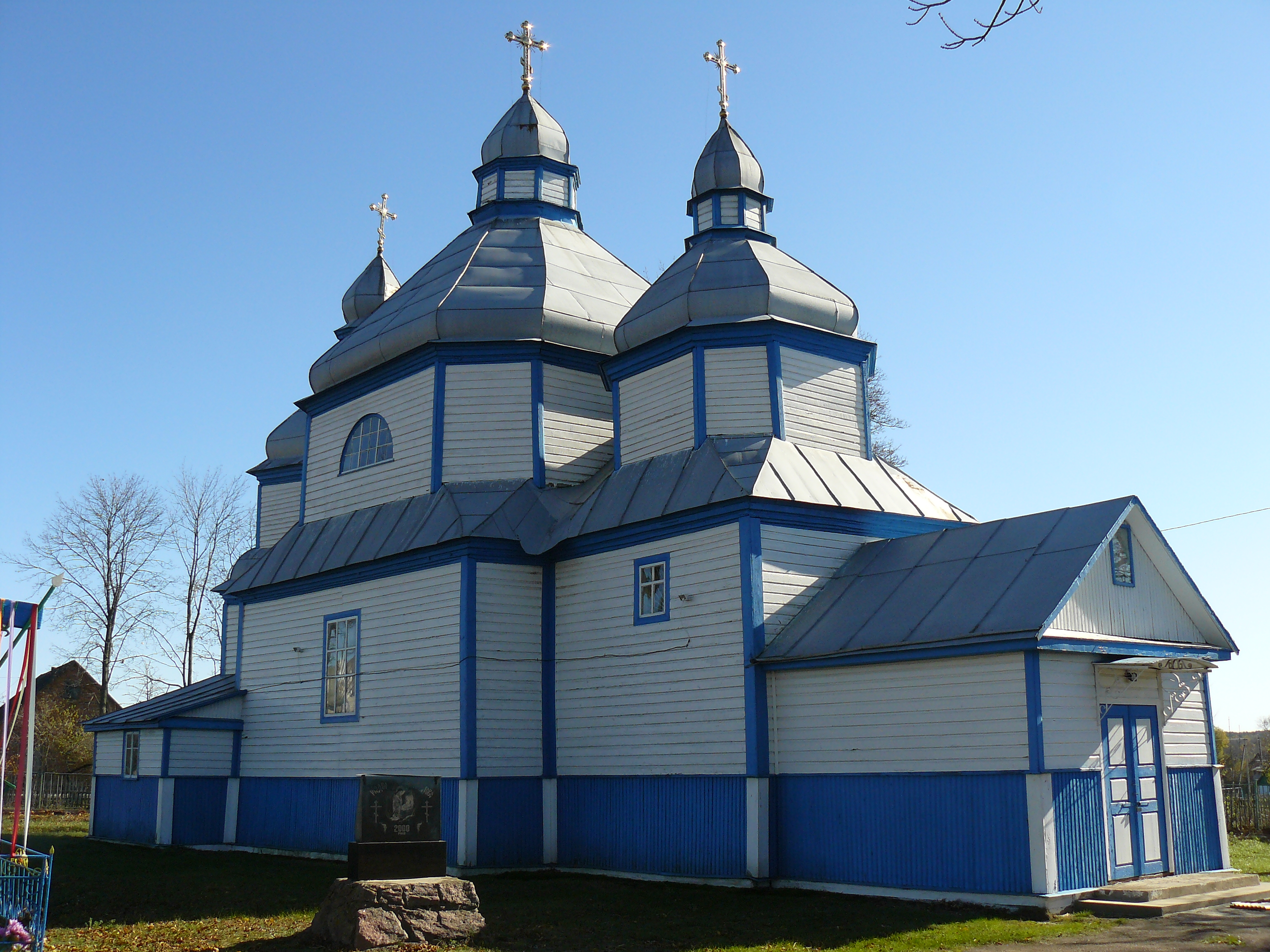
Михайлівська церква
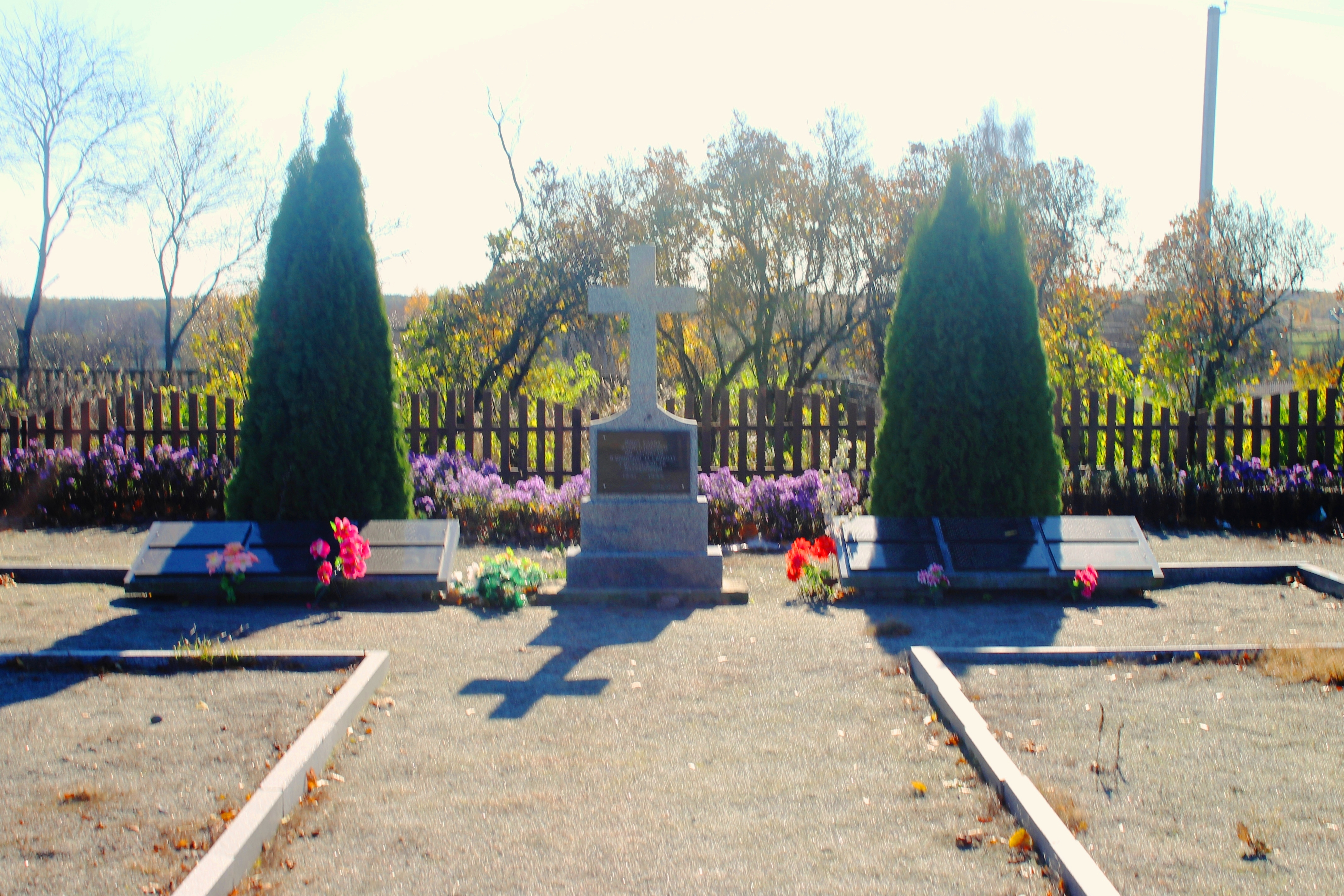
Братська могила радянських воїнів
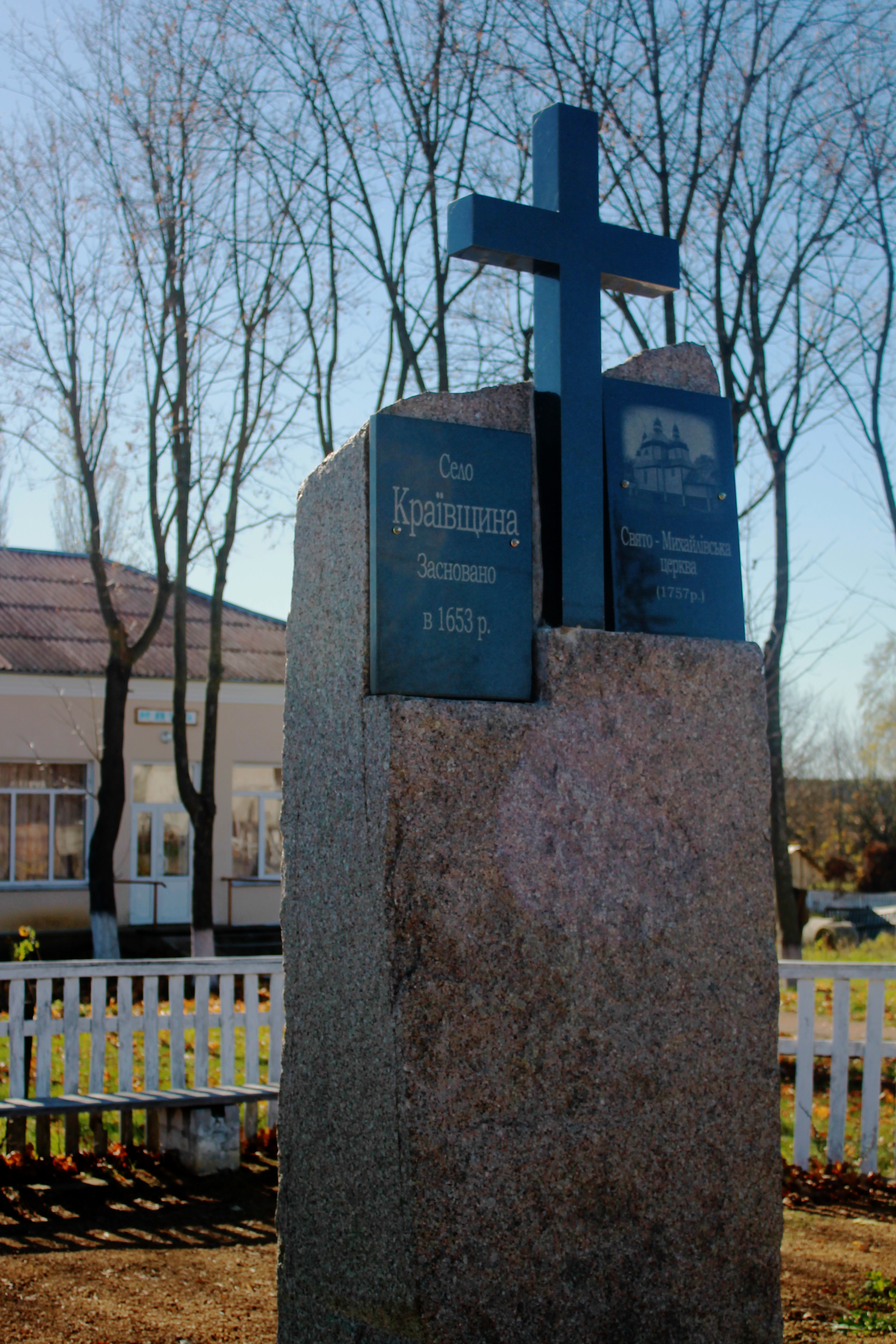
Пам'ятний знак
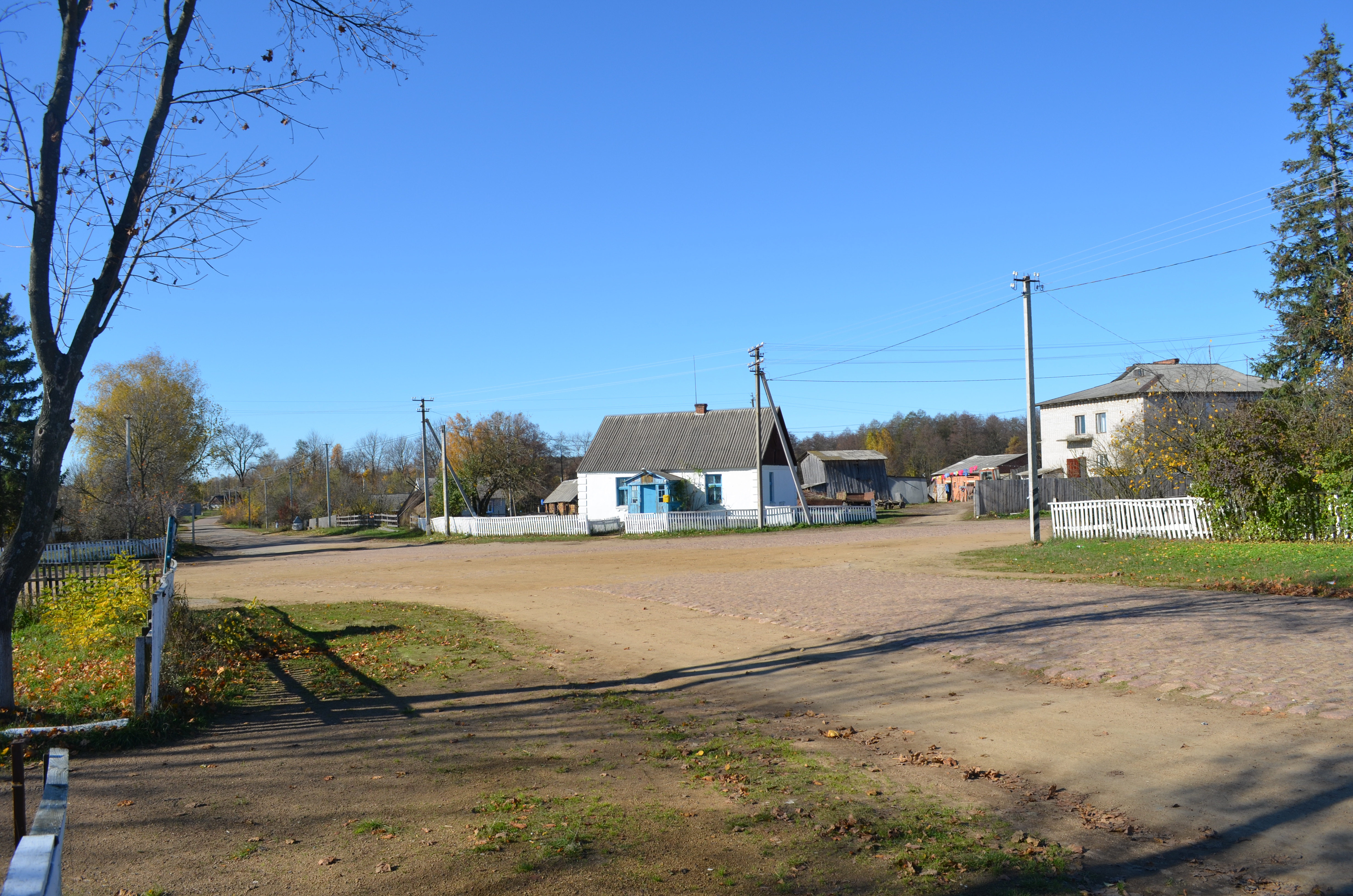
Сільська вулиця